# تاريخ الصناعة النفطية في الولايات المتحدة

تاريخ إنتاج النفط الأمريكي الخام بين عامي 1920-2014.

يعود تاريخ صناعة البترول في الولايات المتحدة إلى أوائل القرن التاسع عشر الميلادي، على الرغم من أن الشعوب الأصلية التي سكنت قديما على الأرض كانوا يستخدمون النفط الذي تسرب تحت الأرض منذ عصور ما قبل التاريخ وهذا الأمر أدى إلى نمو العديد من الصناعات والاكتشافات وجعل الحياة أكثر تطور وازدهار.
أصبح النفط صناعة رئيسية في الولايات المتحدة بعدما تم اكتشافه في ولاية بنسلفانيا في عام 1859. وكانت الولايات المتحدة في القرني التاسع عشر والعشرين أكبر دولة منتجة للنفط في العالم. اعتبارا من أكتوبر عام 2015، كانت الولايات المتحدة ثالث أكبر دولة منتجه للنفط الخام في العالم.

## القرن التاسع عشر

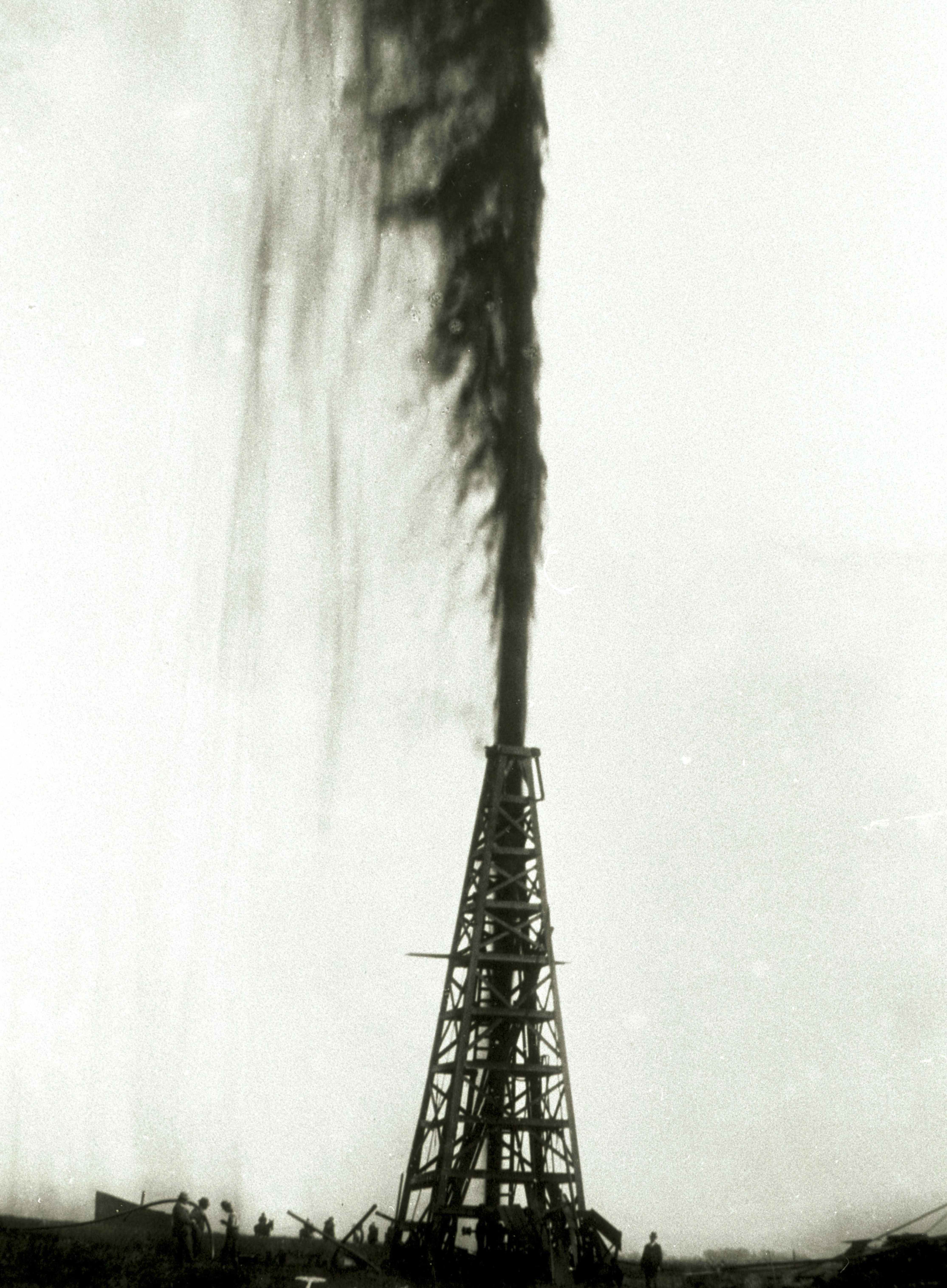
نافورة لوكاس في سبيندلتوب 1901: اكتشاف تاريخي يعيد تشكيل صناعة النفط في تكساس والعالم

### قبل بئر دريك
اكتشف الأمريكيون الأصليون النفط وعرفوا عنه في غرب بنسلفانيا، واستخدموه لسنوات عديدة قبل منتصف القرن التاسع عشر. لاحظ أوائل المستكشفين الأوروبيين تسربات النفط والغاز الطبيعي في غرب بنسلفانيا ونيويورك. ازداد الاهتمام بالنفط على نحو كبير في منتصف خمسينيات القرن التاسع عشر، حيث أشار العلماء إلى إمكانية تصنيع الكيروسين من النفط الخام في حال العثور على إمدادات نفطية كبيرة بما فيه الكفاية، وكان ذلك عقب 13 عامًا من حفر أول بئر نفط في مستوطنة باكو (بيبي هيبات) في عام 1846 في شبه جزيرة أبشيرون.

تنص سجلات العلاقات اليسوعية لعام 1657 على ما يلي:
عندما يقترب المرء من بلاد شعب الإيريكرونون، أو ما يُعرف ببلاد القطط، يجد ماءًا ثقيلًا وكثيفًا، ويشتعل كالخمر، ويغلي في فقاعات وحمم من اللهب عند تعريضه للنار. علاوة على ذلك، فهو دهني للغاية، فاستخدمه البربريون في تشحيم رؤوسهم وأجسادهم ودهنها.
كان الملح سلعة قيمة، وتطورت صناعته بالقرب من الينابيع الملحية في وادي نهر أوهايو، فأُنتج الملح عن طريق تبخير المياه المالحة من الينابيع. غُمرت آبار الملح في الينابيع المالحة لزيادة إمدادات المياه المالحة المُعرضة للتبخر. حُفر بعض تلك الآبار يدويًا، إلا أن منتجي الملح تعلموا كذلك حفر الآبار عن طريق الآلات (أداة الكابل). وُجدت آبار النفط والغاز الطبيعي بجانب ينابيع المياه المالحة في عدد من المواقع في غرب فرجينيا وأوهايو وكنتاكي. كان النفط في الغالب مصدر إزعاج، إلا أن بعض منتجي الملح احتفظوا به وباعوه باعتباره زيتًا أو مادة مشتعلة. في بعض المواقع، أُنتج ما يكفي من الغاز الطبيعي لاستخدامه وقودًا لأحواض تبخير الملح. كان بئر ثورلا ماكي أحد الآبار المالحة التي أنتجت النفط الثانوي في وقت مبكر من عام 1814، وهو بئر يقع في ولاية أوهايو، بالإضافة إلى بئر بوركسفيل في ولاية كنتاكي الذي اكتُشف في عام 1828، والآبار الموجودة في بيرننغ سبرينغز في ولاية فيرجينيا الغربية، التي اكتُشفت بحلول عام 1836.
بدأت صناعة الغاز الطبيعي في الولايات المتحدة في عام 1821 في فريدونيا بمقاطعة تشاتاقوا بولاية نيويورك، حيث حفر ويليام هارت بئرًا بعمق بلغ 27 قدمًا (8.2 مترًا) مخترقًا الأحجار التي تحتفظ بغاز الأردواز، ثم حفر بئرًا بعمق 43 قدمًا (13 مترًا)، ونقل الغاز الطبيعي عبر الأنابيب إلى بر قريب حيث جرى إحراقه لأغراض الإنارة. سرعان ما جرى حفر العديد من آبار الغاز في المنطقة، وأصبحت شوارع فريدونيا التي تُضاء باستخدام الغاز الطبيعي منطقة جذب سياحي.

### بئر دريك، تيتوسفيل، بنسلفانيا
في 27 أغسطس 1859، حقق جورج بيسل وإدوين دريك أول استخدام ناجح لجهاز حفر على بئر جرى حفره خصيصًا لإنتاج النفط، وذلك في موقع في أويل كريك بالقرب من تيتوسفيل في بنسلفانيا. شجع بنيامين سيليمان (1779-1864) شركاء دريك، وهو أستاذ في الكيمياء في جامعة ييل، والذي اختبر عينة من النفط، وأكد على إمكانية فصله إلى منتجات مفيدة كالنفط المُستخدم في أغراض الإنارة.

عادة ما يُشار إلى بئر دريك على أنه أول بئر نفط تجاري، على الرغم من أن الكثير يجادل أن هذا اللقب يجب أن يُطلق كذلك على آبار في أذربيجان وأونتاريو وفيرجينيا الغربية وبولندا وغيرها. لكن جميع الآبار المنتجة للنفط في الولايات المتحدة، والتي وُجدت قبل بئر دريك، جرى حفرها من أجل إنتاج الملح، ولم تنتج النفط والغاز إلا منتجات ثانوية عرضية. عُثر في أونتاريو على النفط في عام 1858، أي قبل عام من حفر بئر دريك، إلا أنه لم يُحفر من أجل إنتاج النفط. لاحظ المؤرخون أن أهمية بئر دريك لم تكمن في كونه أول بئر ينتج النفط، بل في اجتذابه أول موجة كبيرة من الاستثمار في صناعة حفر آبار النفط وتكريره وتسويقه:
«تكمن أهمية بئر دريك بأنه كان سبب حفر المزيد من الآبار بسرعة، ما ساهم في توفير إمدادات من النفط بكمية كافية لدعم المؤسسات التجارية الكبيرة.»

### حوض الأبالاش
أدى نجاح بئر دريك السريع إلى حفر آبار النفط في مواقع أخرى في جبال الأبالاش الغربية، حيث تسرب النفط إلى السطح، أو حيث وجد منتجو الملح سابقًا النفط أثناء حفر الآبار الملحية. أثناء الحرب الأهلية الأمريكية، شاع إنتاج النفط في جزء كبير من غرب ولاية بنسلفانيا، وحتى غرب ولاية نيويورك، وأسفل وادي نهر أوهايو إلى ولايات أوهايو وكنتاكي والجزء الغربي من ولاية فرجينيا (غرب فرجينيا حاليًا). بقي حوض الأبالاش المنطقة الرائدة في إنتاج النفط في الولايات المتحدة خلال عام 1904.
حُفر أول بئر نفط تجاري في نيويورك في عام 1865. يتجاوز إنتاج النفط الخام في نيويورك (وشمال غرب بنسلفانيا) إنتاج البحيرات الملحية.
كان المنتج الرئيسي الذي استُخلص من النفط في القرن التاسع عشر هو الكيروسين، والذي سرعان ما استُبدل بزيت الحوت لأغراض الإنارة في الولايات المتحدة. كان تشارلز برات (1830-1891) من ماساتشوستس أحد رواد صناعة النفط الطبيعية في الولايات المتحدة، وهو مؤسس شركة استرال للأعمال النفطية في قسم غرين بوينت في بروكلين بولاية نيويورك. في وقت لاحق، كان للمنتج الذي أنتجه برات في شركته دور في بروز شعار «مصابيح التبت المقدسة المُعبأة بزيت استرال». في عام 1867، انضم إلى برات تلميذه هنري روجرز لتشكيل شركة تشارلز برات وشركاه. أصبحت كلتا الشركتين جزءًا من شركة جون دافيسون روكفلر، ستاندرد أويل، في عام 1874.

## روابط خارجية
- الجمعية التاريخية الأمريكية للغاز والنفط
- كتيب تكساس (أون لاين):  صناعة النفط والغاز